# 陳若瑟 (香港)

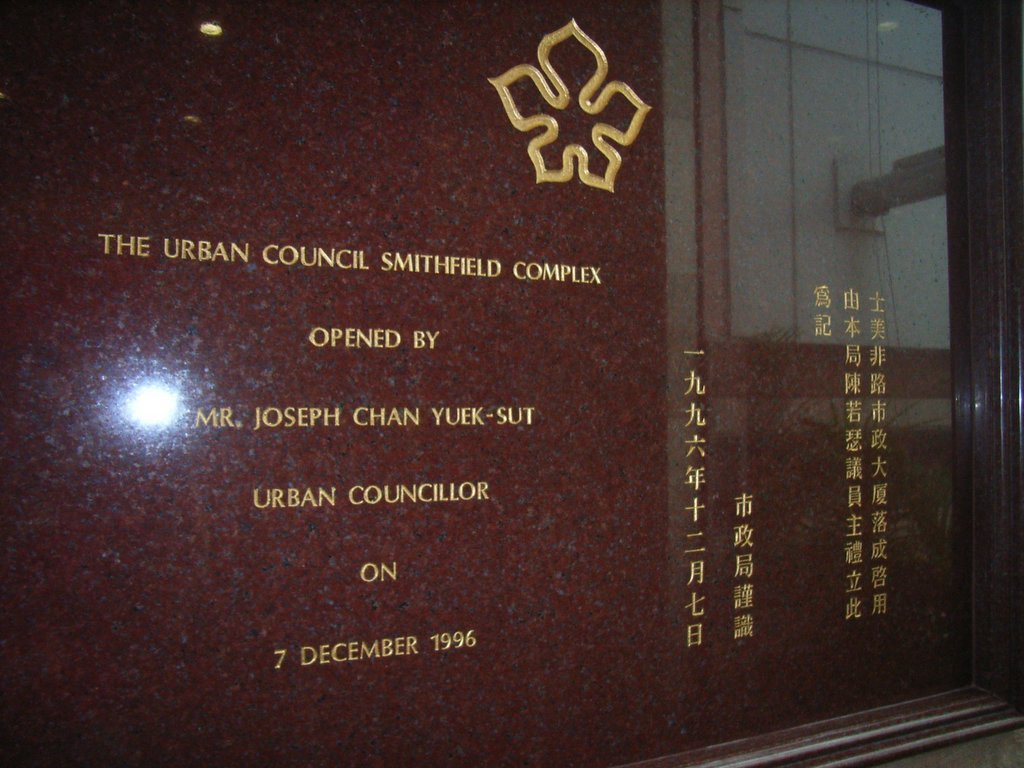
陳若瑟任市政局議員時曾為士美非路市政大廈揭幕的主禮嘉賓，碑上刻有其名

陳若瑟（英語：Joseph Chan Yuek-Sut，1936年3月29日—），香港南區區議會前主席、前市政局議員。陳若瑟曾任香港公共圖書館委員會主席10年，任內香港公共圖書館電腦化。陳若瑟在任南區時，面對黃竹坑邨清拆重建問題。
陳若瑟是廣東寶安人，出身於西貢鹽田梓，曾就讀於西貢崇真天主教學校（中學部）、葛量洪師範學院（今香港教育大學，教育學院前身）、樹仁學院、華僑工商學院、香港中文大學及珠海書院研究院，持有文學碩士學位。

## 公職
- 南區區議會 主席 （2000年-2003年）
- 石排灣街坊福利會 會長
- 石排灣分區委員會 副主席、主席
- 香港教區學校小學聯會副主席
- 南區學校聯絡委員會 執委、主席
- 天主教聖伯多祿堂堂區議會會長
- 聖文嘉中英文幼稚園，利東邨、華貴邨、何文田校監
- 聖文嘉中英文幼稚園，荃灣、興東邨校董
- 市政局（1983年-1999年） 議員
- 石排灣聖伯多祿小學，1968年-1997年校長

| 前任： 首任   | 南區區議員（田灣及石排灣） 1982年—1983年 | 繼任： 謝傑圖 |
| 前任： 馬月霞 | 南區區議員（黃竹坑） 2000年—2003年       | 繼任： 馬月霞 |

## 外部連結
- 前香港南區主席 - 陳若瑟[永久]